# Chích nước

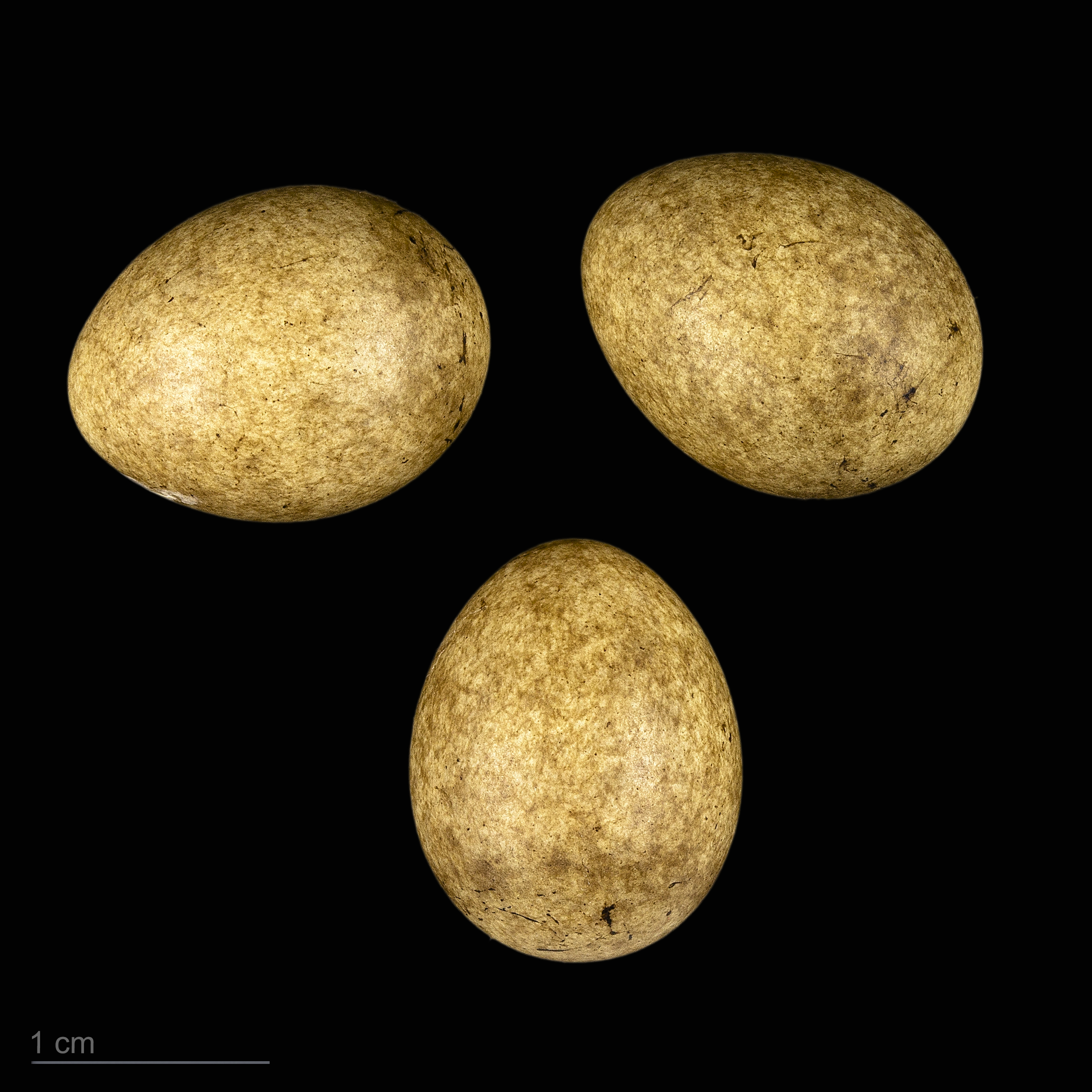
Acrocephalus paludicola

Chích nước (Acrocephalus paludicola) là một loài chim trong họ Acrocephalidae. Loài chích này sinh sản ở xứ ôn đới phía đông Châu Âu và miền tây châu Á, với dân số ước tính là 15.000 cặp. Nó là loài di cư, trú đông ở phía tây Phi. Sau nhiều năm của sự không chắc chắn, các căn cứ trú đông của nhiều dân số châu Âu cuối cùng đã được phát hiện trong khu trú ẩn chim quốc gia Djoudj, Sénégal, với khoảng 5000-10.000 cá thể chim có mặt tại địa điểm duy nhất này. Tuyến đường di cư phía tây nam của nó có nghĩa rằng nó là thường xuyên đi qua xa phía tây tận Đảo Anh.

## Hình ảnh

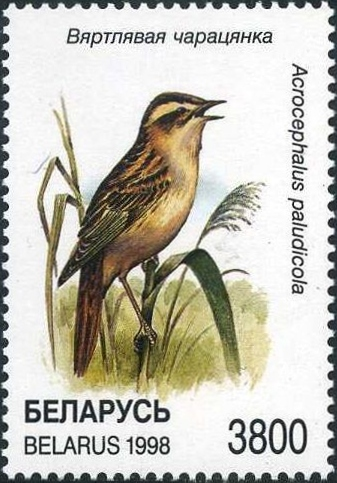
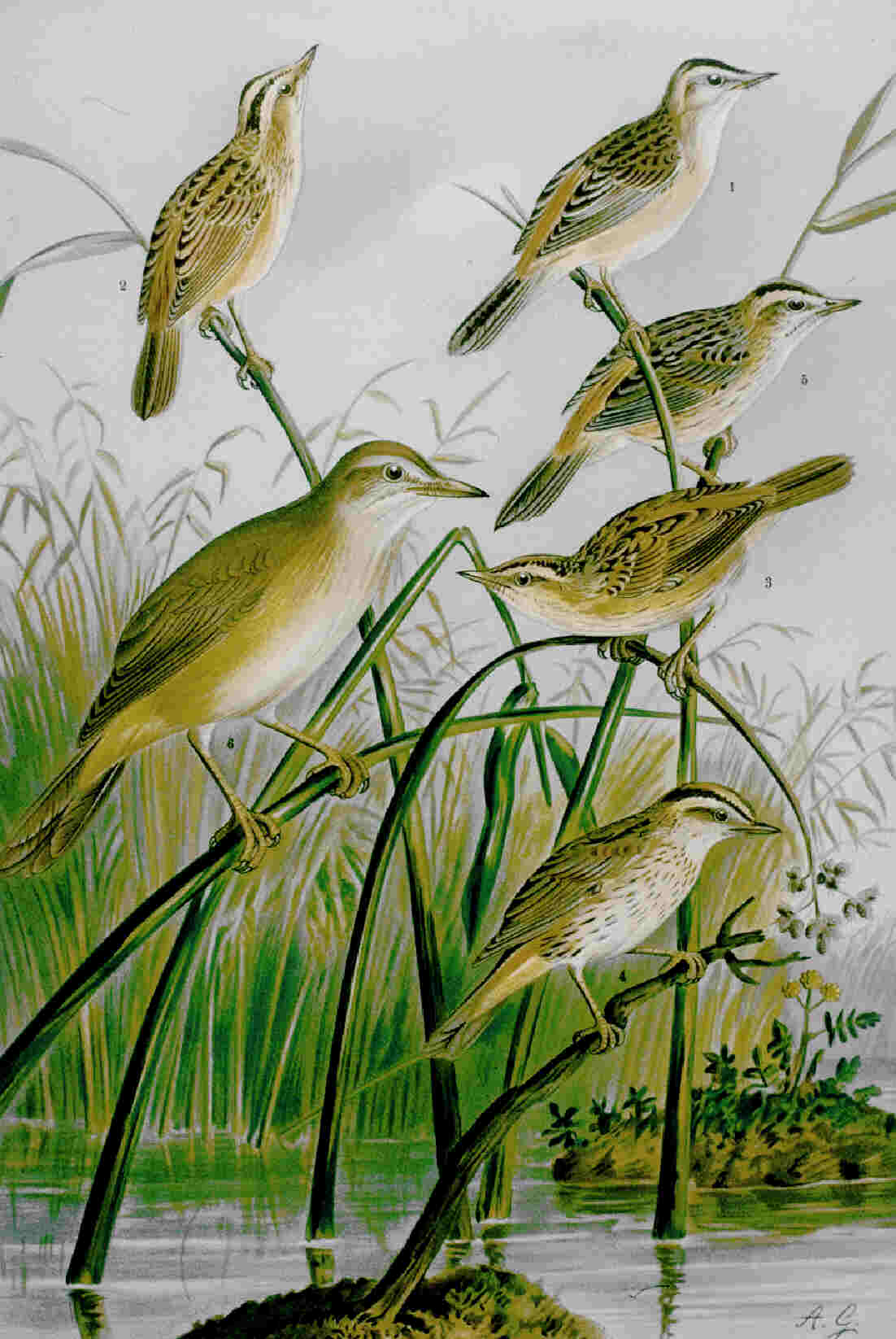
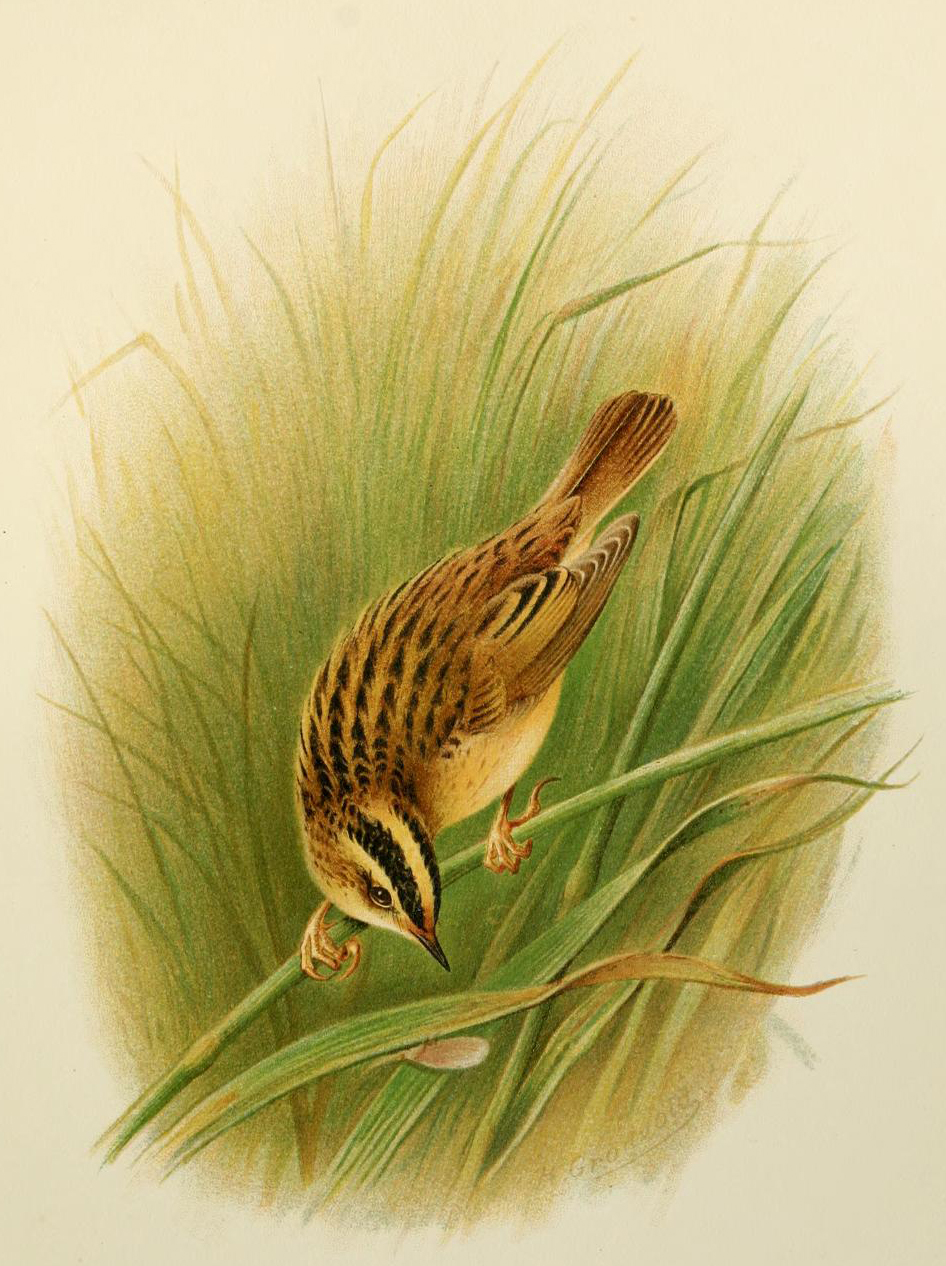
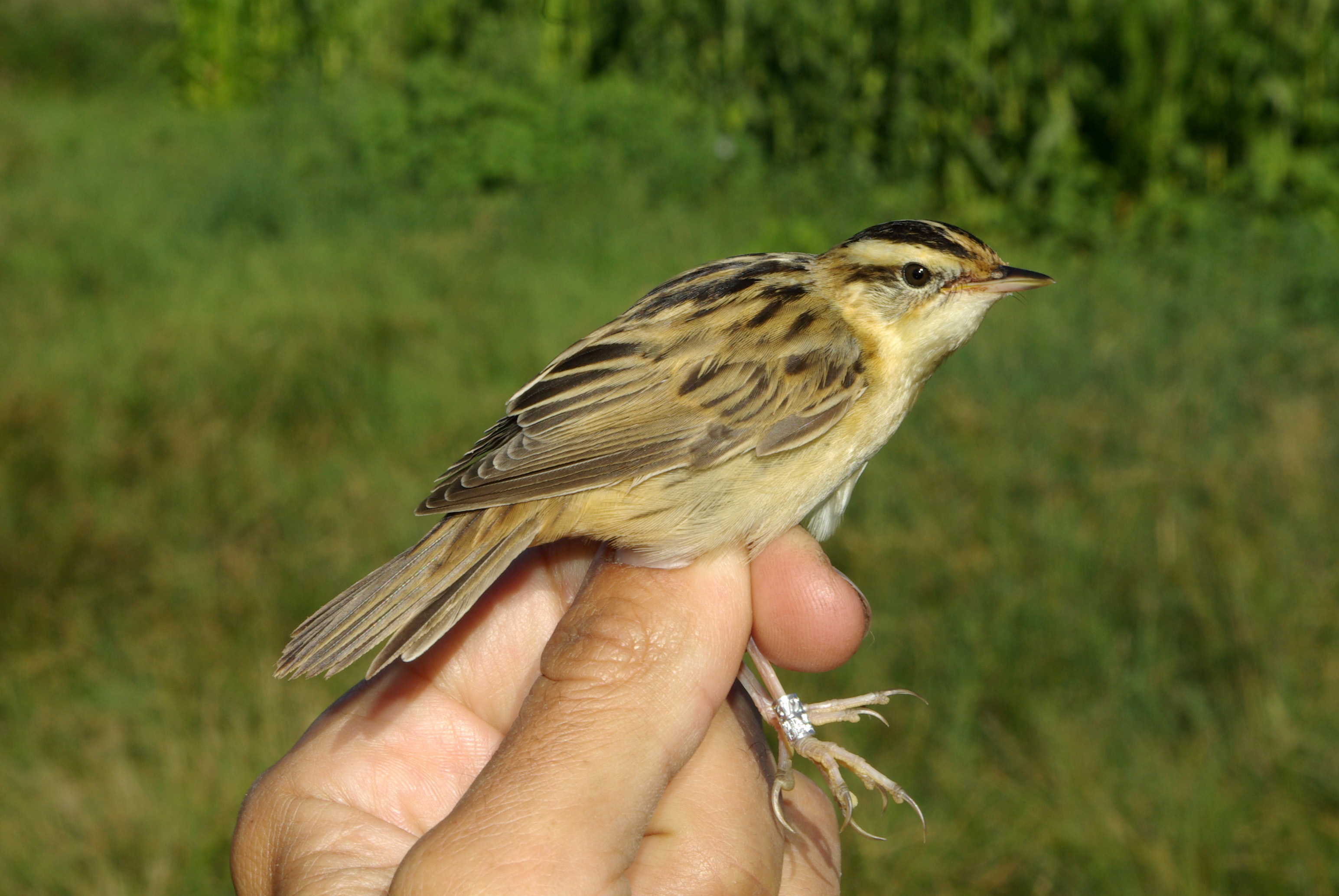